# Das Feld mit Hagebuchen
Das Feld mit Hagebuchen ist ein Märchen. Es ist in den Irischen Elfenmärchen der Brüder Grimm an Stelle 15 enthalten, die sie 1825 aus Fairy legends and traditions of the South of Ireland von Thomas Crofton Croker übersetzten.

## Inhalt
Thomas Fitzpatrick, ein reicher und schöner Pächterssohn zu Ballincolig in Cork, geht feiertags spazieren und denkt abschätzig an Leute, die arbeiten. Er sieht einen Cluricaun in einer Hecke mit dem Inhalt eines Kruges einen Schuh flicken und redet ihn an, was er da mache. Der antwortet knapp, behauptet, im Krug sei gutes Bier aus Heidekraut nach dänischem Rezept und lenkt ab, das Vieh zertrampele grade die Frucht. Doch Thomas wendet den Blick nicht, grapscht den Kleinen, wobei das Bier umfällt, und zwingt ihn, sein Gold zu zeigen. Der Elf führt ihn auf umständlichem Weg zu einer Hagebuche. Thomas markiert sie mit einem roten Strumpf und holt einen Spaten. Doch als er wiederkommt, tragen alle Bäume so ein Band. Er ist hereingelegt.

## Anmerkung
Nach Grimm: Für Hagebuche steht im Original boliaun, was sie nicht übersetzen konnten. Das dänische Heidebier ist in Irland verbreitete Überlieferung.